# Sonja Strauch
Sonja Strauch (* im 20. Jahrhundert) ist eine ehemalige deutsche Fußballspielerin. 

## Karriere
Strauch war von 1982 bis 1987 als Mittelfeldspielerin für den FSV Frankfurt aktiv, mit dem sie fünfmal ein Finale erreichte und zweimal daraus als Siegerin hervorging.
Am 8. Mai 1983 stand sie erstmals im Endspiel um den nationalen Vereinspokal, das im Stadion am Bornheimer Hang in Frankfurt am Main mit 0:3 gegen den KBC Duisburg verloren wurde. An selber Stätte fand am 30. Juni 1984 das Finale um die Deutsche Meisterschaft statt, in dem sie mit 1:3 gegen die SSG Bergisch Gladbach unterlegen war.
Das am 26. Mai 1985 im Berliner Olympiastadion ausgetragene DFB-Pokal-Finale gegen den KBC Duisburg wurde mit 4:3 im Elfmeterschießen gewonnen und war ihr erster Titelgewinn, wie auch für ihre Mannschaft. Ein Jahr später, am 28. Juni 1986, stellte sich ihr zweiter Titelgewinn ein; die SSG Bergisch Gladbach wurde in ihrem Stadion An der Paffrather Straße im Finale um die Deutsche Meisterschaft mit 5:0 besiegt.
Am 28. Juni 1987 erreichte sie erneut und letztmals das Finale um die Deutsche Meisterschaft. In der Heimstätte des TSV Siegen verlor sie mit ihrer Mannschaft mit 1:2 nach 1:0-Pausenführung durch Daniela Stumpf.

## Erfolge
- Deutscher Meister 1986
- DFB-Pokal-Sieger 1985